# Wiktoria Czechowska-Antoniewska

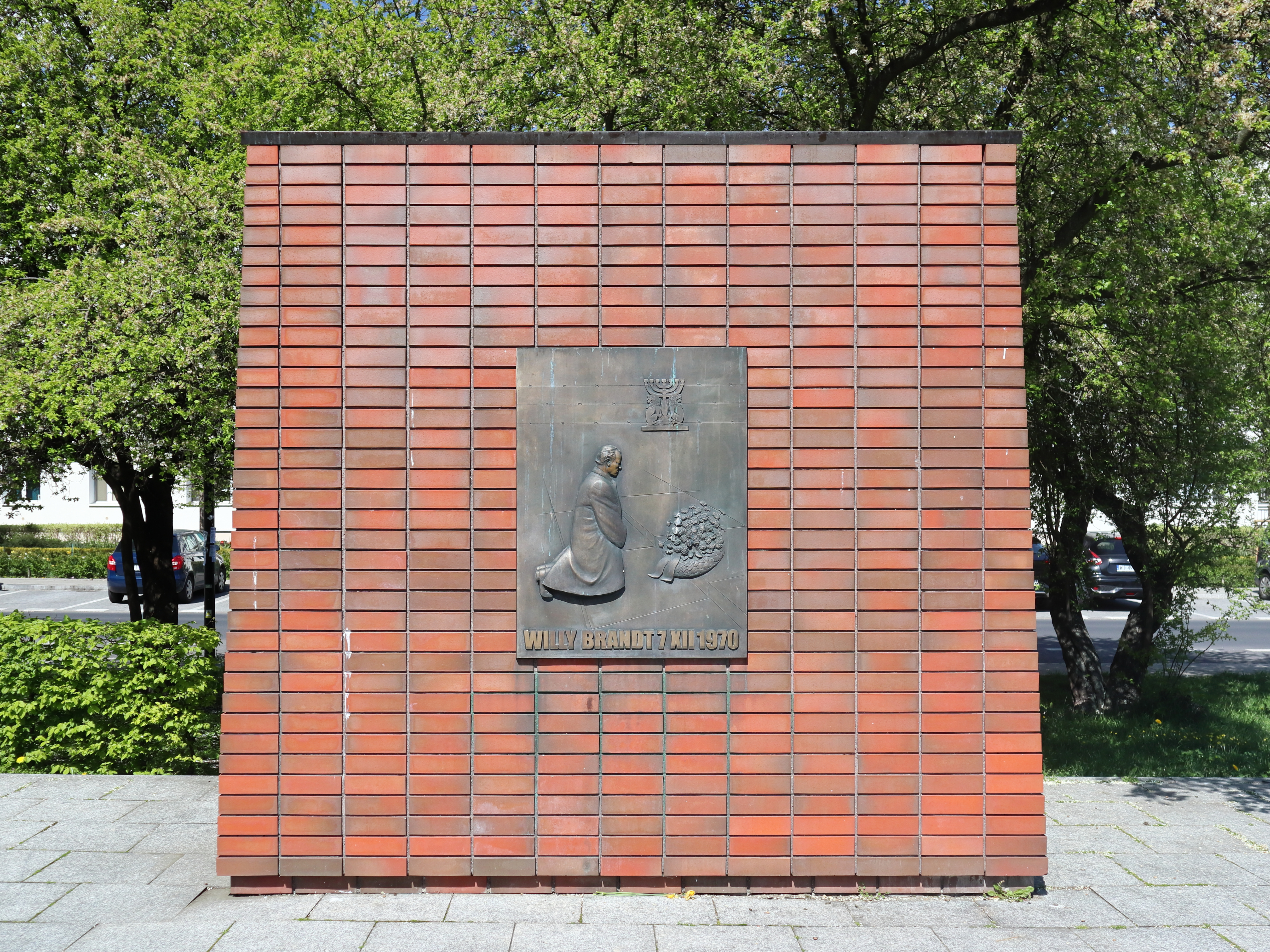
Pomnik Willy’ego Brandta w Warszawie z tablicą autorstwa Wiktorii Czechowskiej-Antoniewskiej

Wiktoria Czechowska-Antoniewska (ur. 26 stycznia 1929 w Grudziądzu) – polska rzeźbiarka i medalierka.

## Życiorys
Jej rodzina po I wojnie światowej opuściła Kresy Wschodnie i przeniosła się do Warszawy na Saską Kępę, gdzie artystka mieszka od 1938 roku. Uczyła się w Liceum im. Marii Skłodowskiej-Curie. Studiowała w warszawskiej ASP u Mariana Wnuka i Józefa Aumillera. Absolutorium uzyskała w 1954, a dyplom w 1955.

## Twórczość
W swoich pracach medalierskich (około 400 medali) portretowała m.in. aktorów oraz polskie postacie historyczne. Brała udział w ponad 200 wystawach krajowych, a jej dzieła znalazły się w 12 muzeach polskich, 14 zagranicznych, w tym w zbiorach watykańskich. Jest m.in. autorką tablicy z brązu na pomniku Willy’ego Brandta w Warszawie (2000) oraz medalionu z podobizną Andrzeja Frycza Modrzewskiego w sali obrad Rady Ministrów, oraz (ze Stanisławem Michalikiem, 1941-2001) tablicy pamiątkowej króla Jana III Sobieskiego na 300. rocznicę odsieczy wiedeńskiej, umieszczoną na kościele Augustianów (niem: Augustinerkirche) w Wiedniu przy Josefsplatz, obok ul Hofburg.

## Odznaczenia i nagrody
- 1978 – Złoty Krzyż Zasługi
- 1986 – Krzyż Kawalerski Orderu Odrodzenia Polski
- 2009 – Złoty Medal „Zasłużony Kulturze Gloria Artis”[6]
- 1985 - Nagroda "Trybuny Ludu" I stopnia[7]